# Le Bez
Le Bez é uma comuna francesa na região administrativa da Occitânia, no departamento de Tarn. Estende-se por uma área de 32.13 km², e possui 823 habitantes, segundo o censo de 2018, com uma densidade de 26 hab/km².